# Verordnung über Bier und bierähnliche Getränke

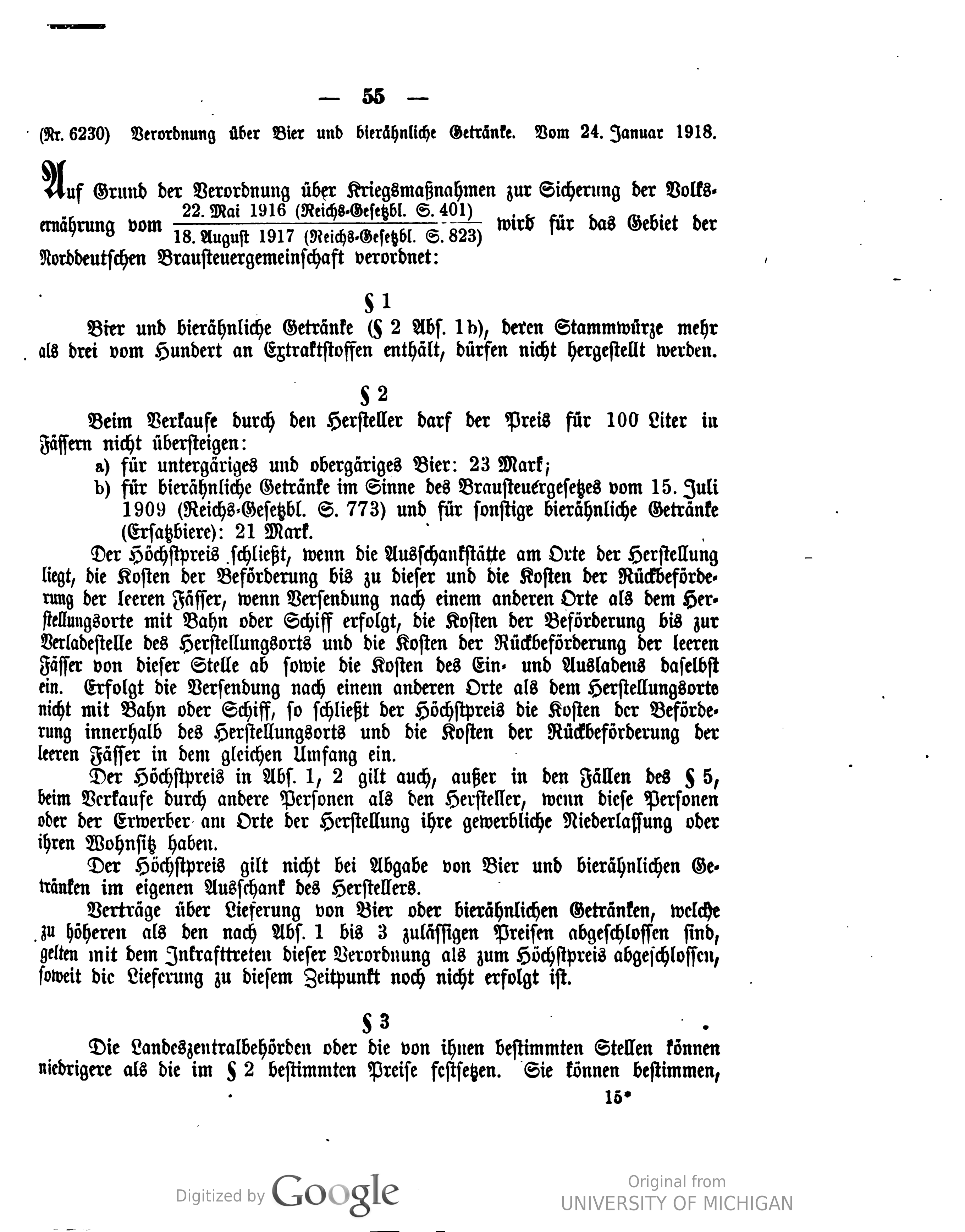

Die Verordnung über Bier und bierähnliche Getränke wurde am 24. Januar 1918 erlassen und am 26. Januar 1918 im Reichsgesetzblatt verkündet. Mit der Verordnung wurde die Herstellung von Bier und Bierähnlichen Getränken mit mehr als 3 °P verboten. Aufgehoben wurde die Verordnung durch das Biersteuergesetz und das Mineralwassersteuergesetz vom 26. Juli 1918.
Es ist die erste steuerliche Regelung in Deutschland, bei der nicht mehr die bei der Bierherstellung verwendeten Rohstoffe berücksichtigt werden, sondern die dabei erzielte Stammwürze des fertigen Getränks.
In Österreich-Ungarn wurde bereits seit 1852 nach dem Extraktgehalt der Würze Bier besteuert; seit 1901 mussten alle größeren Brauereien dafür einen Würzemeßapparat Systhem Erhard-Schau anschaffen.